# 590

## Evenimente
- Grigore I (Grigore cel Mare) este numit papă al Romei.

## Decese
- 9 februarie: Papa Pelagius al II-lea  (n. 520)
- 5 septembrie: Authari al longobarzilor  (n. 550)
- dată necunoscută: Grasulf I de Friuli  (n. ?)
- dată necunoscută: Roman de Ravenna  (n. ?)